# U-975
Unterseeboot 975 foi um submarino alemão do Tipo VIIC, pertencente a Kriegsmarine que atuou durante a Segunda Guerra Mundial.

## Comandantes
| Comandante                   | Data                                         |
| ---------------------------- | -------------------------------------------- |
| Oblt. Hans-Joachim Ebersbach | 29 de abril de 1943 - 16 de novembro de 1943 |
| Oblt. (R) Paul Frerks        | 17 de novembro de 1943 - 16 de março de 1944 |
| Oblt. Hubert Jeschke         | 17 de março de 1944 - 16 de julho de 1944    |
| Oblt. Walter-Ernst Koch      | 17 de julho de 1944 - 23 de abril de 1945    |
| Kptlt. Wilhelm Brauel        | 24 de abril de 1945 - 9 de maio de 1945      |

## Subordinação
Durante o seu tempo de serviço, esteve subordinado às seguintes flotilhas:
| Período                                      | Flotilha                                  |
| -------------------------------------------- | ----------------------------------------- |
| 29 de abril de 1943 - 1 de janeiro de 1944   | 5. Unterseebootsflottille (treinamento)   |
| 1 de janeiro de 1944 - 1 de julho de 1944    | 3. Unterseebootsflottille (serviço ativo) |
| 1 de julho de 1944 - 28 de fevereiro de 1945 | 23. Unterseebootsflottille (treinamento)  |
| 1 de março de 1945 - 8 de maio de 1945       | 31. Unterseebootsflottille (treinamento)  |